# Melanotus pulverosus
Melanotus pulverosus is een keversoort uit de familie kniptorren (Elateridae). De wetenschappelijke naam van de soort is voor het eerst geldig gepubliceerd in 1831 door Hope.